# Primärzerlegung
Die Primärzerlegung ist ein Begriff aus der kommutativen Algebra. In einer Primärzerlegung werden Untermoduln als Durchschnitt primärer Untermoduln dargestellt. Existenz und Eindeutigkeit können unter bestimmten Voraussetzungen bewiesen werden. Die Primärzerlegung eines Ideals ist eine Verallgemeinerung der Zerlegung einer Zahl in ihre Primfaktoren. Andererseits ist die Primärzerlegung die algebraische Grundlage für die Zerlegung einer algebraischen Varietät in ihre irreduziblen Komponenten.
Dieser Artikel beschäftigt sich mit kommutativer Algebra. Insbesondere sind alle betrachteten Ringe kommutativ und haben ein Einselement. Ringhomomorphismen bilden Einselemente auf Einselemente ab. Für weitere Details siehe Kommutative Algebra.

## Definition
Ist {\displaystyle U} ein Untermodul eines Moduls {\displaystyle M} über einem Ring {\displaystyle R}, so ist eine Primärzerlegung von {\displaystyle U} eine Darstellung von {\displaystyle U} als Durchschnitt:
{\displaystyle U=P_{1}\cap \dots \cap P_{n}\quad (n\geq 1)}
von {\displaystyle p_{i}}-primären Untermoduln {\displaystyle P_{i}}. (Die {\displaystyle p_{i}} sind Primideale des Rings {\displaystyle R}.)
Die Primärzerlegung heißt reduziert, wenn folgendes gilt:
1. Für {\displaystyle i\neq j} ist {\displaystyle p_{i}\neq p_{j}}
2. {\displaystyle \bigcap _{j\neq i}P_{j}\nsubseteq P_{i}}

Bei einer reduzierten Primärzerlegung werden die {\displaystyle P_{i}} auch als Primärkomponenten bezeichnet.

## Existenz
Ist {\displaystyle M} ein endlich erzeugter Modul über einem noetherschem Ring {\displaystyle R}, so besitzt jeder echte Untermodul {\displaystyle U} von {\displaystyle M} aufgrund von noetherscher Induktion eine Zerlegung in irreduzible Untermoduln. Da irreduzible Untermoduln von endlich erzeugten Modul über einem noetherschen Ring aber bereits primär sind, ist die Zerlegung in irreduzible Untermoduln bereits eine Primärzerlegung. Ersetzt man nun alle zum selben Primideal primären Komponenten durch deren Schnitt, der selbst primär ist, und lässt alle nicht benötigten Komponenten weg, so erhält man eine reduzierte Primärzerlegung. Insbesondere besitzt jedes Ideal {\displaystyle I} als Untermodul von {\displaystyle R} eine Zerlegung in primäre Ideale.

## Eindeutigkeit
Ist {\displaystyle U} ein Untermodul von einem Modul {\displaystyle M} über einem noetherschen Ring {\displaystyle R} und
{\displaystyle U=P_{1}\cap \dots \cap \ P_{n}}
eine reduzierte Primärzerlegung in {\displaystyle p_{i}}-primäre Untermoduln, so ist
{\displaystyle \{p_{1},\dots ,p_{n}\}=Ass(M/U)}
{\displaystyle Ass(M/U)} ist die Menge der assoziierten Primideale von {\displaystyle M/U}. Insbesondere ist die Menge der bei einer reduzierten Primärzerlegung auftretenden Primideale eindeutig festgelegt.
Ist {\displaystyle p_{i}} ein minimales Element der Menge {\displaystyle \{p_{1},\dots ,p_{n}\}}, so ist {\displaystyle P_{i}} gleich {\displaystyle R/p_{i}\cdot U}. Die zu minimalen Elementen von {\displaystyle Ass(M/U)} gehörigen Primärkomponenten sind durch {\displaystyle M} und {\displaystyle U} eindeutig festgelegt.
Gehört eine Primärkomponente {\displaystyle P_{i}} nicht zu einem minimalen Element von {\displaystyle Ass(M/U)}, so wird {\displaystyle P_{i}} eine eingebettete Primärkomponente genannt. Diese sind nicht unbedingt eindeutig (siehe unten).

## Satz von Lasker-Noether
Die Existenz- und Eindeutigkeitsaussagen der Primärzerlegung in noetherschen Ringen nennt man auch Satz von Lasker-Noether. Er lautet
Jedes Ideal {\displaystyle I\subset R} eines noetherschen Ringes {\displaystyle R} gestattet eine reduzierte Primärzerlegung {\displaystyle I=P_{1}\cap \ldots \cap P_{n}}. Die Primradikale {\displaystyle p_{i}} der {\displaystyle P_{i}} sind eindeutig bestimmt; es handelt sich genau um die Primideale der Form {\displaystyle I:(x):=\{r\in R|\ rx\in I\}}, wobei {\displaystyle x} alle Elemente aus {\displaystyle R} durchläuft.
Dieser Satz wurde zunächst von Emanuel Lasker, der vor allem als Schachweltmeister bekannt ist, für Polynomringe {\displaystyle K[X_{1},\ldots ,X_{n}]} über einem Körper bewiesen. Emmy Noether hat dann erkannt, dass sich die Argumente auf die aufsteigende Kettenbedingung zurückführen lassen und daher allgemeiner für noethersche Ringe gelten. Das erklärt die Benennung dieses Satzes. Die Verallgemeinerung auf endlich erzeugte Moduln über einem noetherschen Ring ist dann Routine.

## Sätze
Ist {\displaystyle S} eine multiplikativ abgeschlossene Teilmenge eines Ringes {\displaystyle R} und 
{\displaystyle U=\bigcap _{1\leq i\leq n}P_{i}}
eine reduzierte Primärzerlegung eines Untermoduls {\displaystyle U\subset M} mit {\displaystyle p_{i}}-primären Untermoduln {\displaystyle P_{i}} von {\displaystyle M}, so ist
{\displaystyle U_{S}=\bigcap _{p_{i}\cap S=\emptyset }(P_{i})_{S}}
eine reduzierte Primärdarstellung von {\displaystyle U_{S}}.

## Beispiele

### In den ganzen Zahlen
Ist zum Beispiel in den ganzen Zahlen
{\displaystyle k=p_{1}^{n_{1}}\cdot \dots \cdot p_{n}^{n_{i}}}
mit Primzahlen {\displaystyle p_{i}}, so ist die Primärzerlegung des von {\displaystyle k} erzeugten Hauptideals
{\displaystyle (k)=(p_{1}^{n_{1}})\cap \dots \cap (p_{n}^{n_{i}})}.

### In einem Koordinatenring
Ist {\displaystyle K} ein Körper, so hat das Ideal
{\displaystyle I:=(x^{2},xy)\subset K[x,y]}
die Primärzerlegungen:
{\displaystyle I=(x)\cap \ (x,y)^{2}=(x)\cap (x^{2},y)}
{\displaystyle (x,y)^{2}} ist als Potenz eines maximalen Ideals primär; im Ring {\displaystyle K[x,y]/(x^{2},y)} ist jeder Nullteiler nilpotent, daher ist das Ideal {\displaystyle (x^{2},y)} auch primär. Sowohl {\displaystyle (x,y)^{2}} als auch {\displaystyle (x^{2},y)} sind {\displaystyle (x,y)}-primär.
Dieses Beispiel zeigt, dass die Primärzerlegung selbst nicht eindeutig ist, wohl aber die assoziierten Primideale.